# فتوت (اسلام)

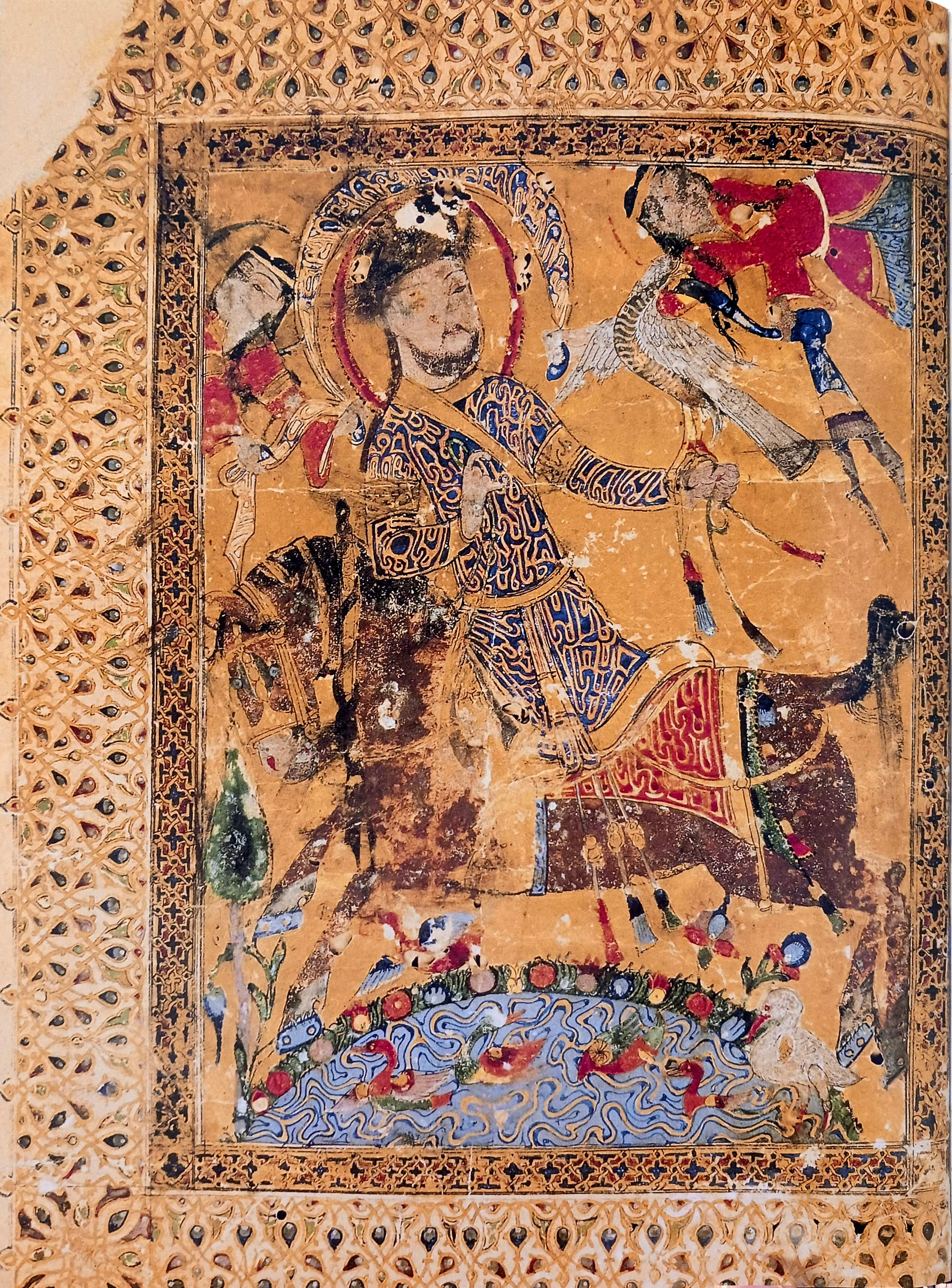
تابلوی عربی نسخه خطی کتاب الاغانی اثر ابوالفرج اصفهانی

فتوت (انگلیسی: Futuwwa)، در اخلاق و ادب اسلامی، مجموعهٔ اوصافی که لازمهٔ یک فتی (fata) جوانمرد است.

## فتوت در لغت
فتوّت در لغت عرب صفتی است که از کلمهٔ «فتی» مشتق شده است که معنی جوان و گاهی خدمتکار یا همراه می‌دهد. در زبان فارسی به ترتیب «جوانمرد» و «جوانمردی» معادل «فتی» و «فتوّت» است. جوانمرد را به معنی مرد جوان، کریم، سخی، بخشنده، جواد، با مروت، صاحب فتوّت، فتی، راد، حلیم و دست و دل باز معنی کرده‌اند.

## ایثار
از اوصاف مخصوص جوانمرد کرم و سخا است. در تصوف فتوت عبارت است از ایثار، یعنی مقدم داشتن و گزیدن غیر بر خود، و آن در حقیقت بالاترین مرحلهٔ سخا است.

## آیین جوانمردی
آیین جوانمردی در اصل یک انجمن و تشکیلات انسانی و انسان دوستانه و شرایط و عضویت در آن، نیت خیر، خود سازی، خدمت، اخلاق خوب، صدق، توبه، ترک علایق دنیوی و طهارت ظاهری و باطنی بوده است.